# Wapen van Deurne (Nederland)

Het wapen van Deurne

Het wapen van Deurne is op 16 mei 1928 per Koninklijk Besluit aan de gemeente toegekend, ongeveer twee jaar na het ontstaan van de gemeente.

## Geschiedenis
De gemeentes Deurne en Liessel en Vlierden zijn in 1926 gefuseerd tot de gemeente Deurne. Deze gemeente heeft bij de Hoge Raad van Adel een nieuw wapen aangevraagd dat gebaseerd zou zijn op het oude wapen van de gemeente Deurne en Liessel. Dat was de heilige Wilibrordus met voor hem een hertogelijk wapen. Voor dit schild weer een schildje met het wapen van het adellijk geslacht Van Doerne, de voormalige heren van Deurne. Naast de heilige zou een schildje komen met het wapen van de voormalige gemeente Vlierden. Dit alles zou dan het nieuwe gemeentelijke wapen vormen, want dit geheel moest op een wapenschild komen. De Hoge Raad van Adel ging hiermee niet akkoord.
Het uiteindelijke wapen heeft niet de twee kleine schildjes met daarop de wapens van Van Doerne en van Vlierden. In plaats daarvan werd er teruggegrepen op het oude wapen uit 1896 en het wapen van Van Doerne kreeg de plaats van het hertogelijk wapen. De heilige kreeg uiteindelijk de plaats als schildhouder in plaats van een plek op het schild zelf.

## Blazoen
De beschrijving van het wapen van de gemeente Deurne luidt als volgt:
In sabel 3 drielingbalken van goud, en een gouden schildhoofd met 3 St.Andrieskruisjes van keel, naast elkander. Achter het schild en met den linkerarm daarop steunende, de figuur van den Heiligen Willebrordus, met aangezicht en handen van natuurlijke kleur, gekleed in bisschoppelijke toga van sabel, waar overheen een misgewaad (planeta) van keel, afgezet met goud; gedekt met eenen bisschopsmijter van keel, afgezet met goud, houdende in de rechterhand het model van een kerkgebouw met toren van natuurlijke kleur, en in de linkerhand een gouden kruisstaf.
Sabel is in de heraldiek de benaming voor zwart. Sint Andrieskruizen komen ook voor in de wapens van Amsterdam, Breda en Spijkenisse. In het wapen van Amsterdam staan ze onder elkaar, in dat van Breda staan ze als 2-1 en in het wapen van Spijkenisse staan ze als 4-3-2. Waar het kruis vandaan komt is niet geheel duidelijk.
De toga van de heilige is zwart, het misgewaad dat eroverheen ligt is rood. Het heeft gouden biezen. De gouden randen met rode ondergrond komt weer terug in de mijter. Het gezicht en de handen van de heilige zijn van natuurlijke kleur, net als het model van een kerk dat de heilige in de rechterhand vasthoudt. Met de linkerhand houdt de heilige het schild vast en op zijn arm rust een gouden kruisstaf.

## Verwante wapens

Wapen van Deurne en Liessel uit 1817, met St.-Willibrord als schildhouder
Wapen van Deurne en Liessel uit 1896, met als hartschild het schild van Deurne
Wapen van Asten van 1817 tot 1987
Wapen van Asten sinds 1987